# Homolák (rybník)
Rybník Homolák o výměře vodní plochy 0,58 ha se nalézá na severozápadním okraji obce Klamoš v okrese Hradec Králové. Rybník je v soukromém vlastnictví a je využíván pro chov ryb.

## Galerie

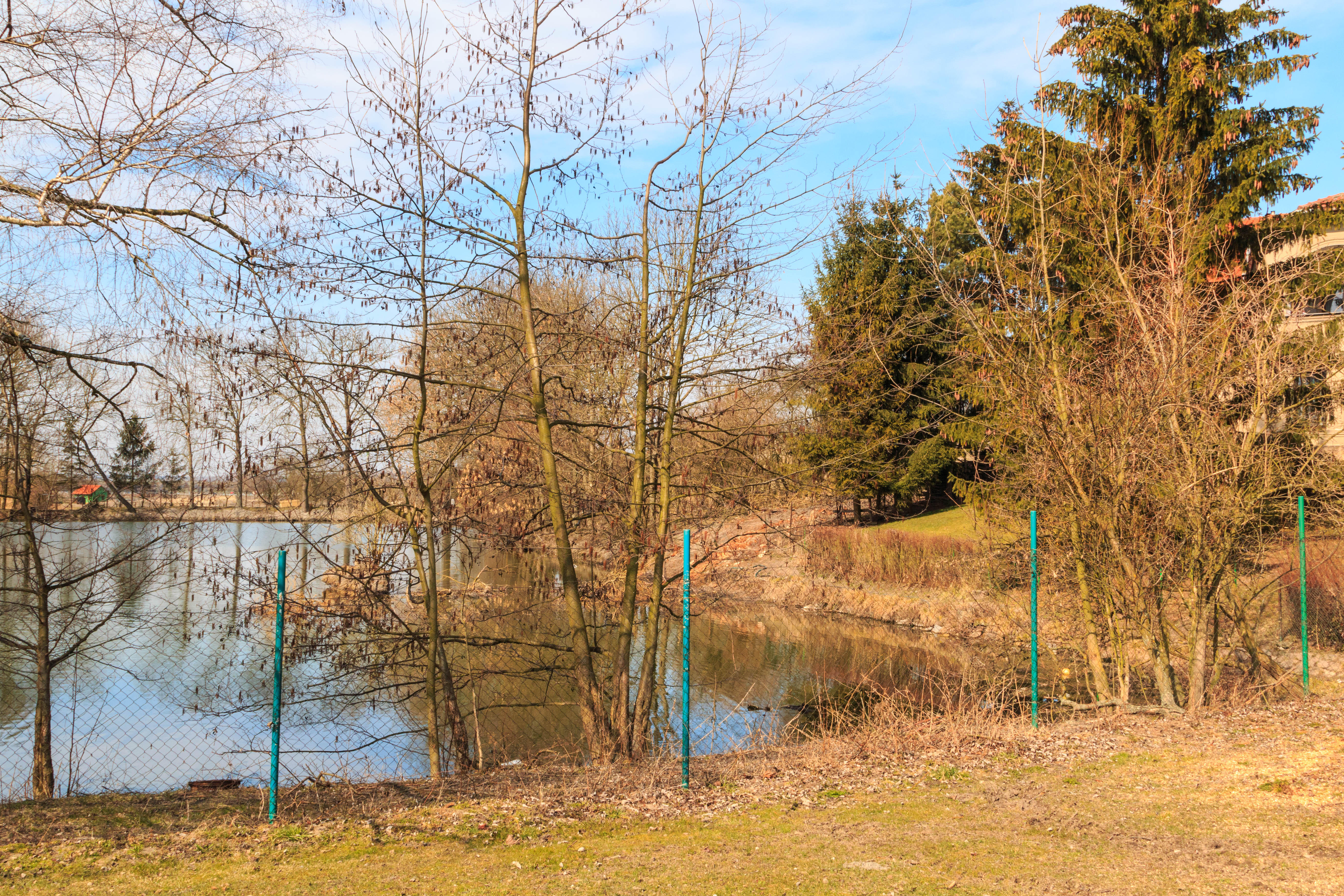
rybník Homolák v Klamoši
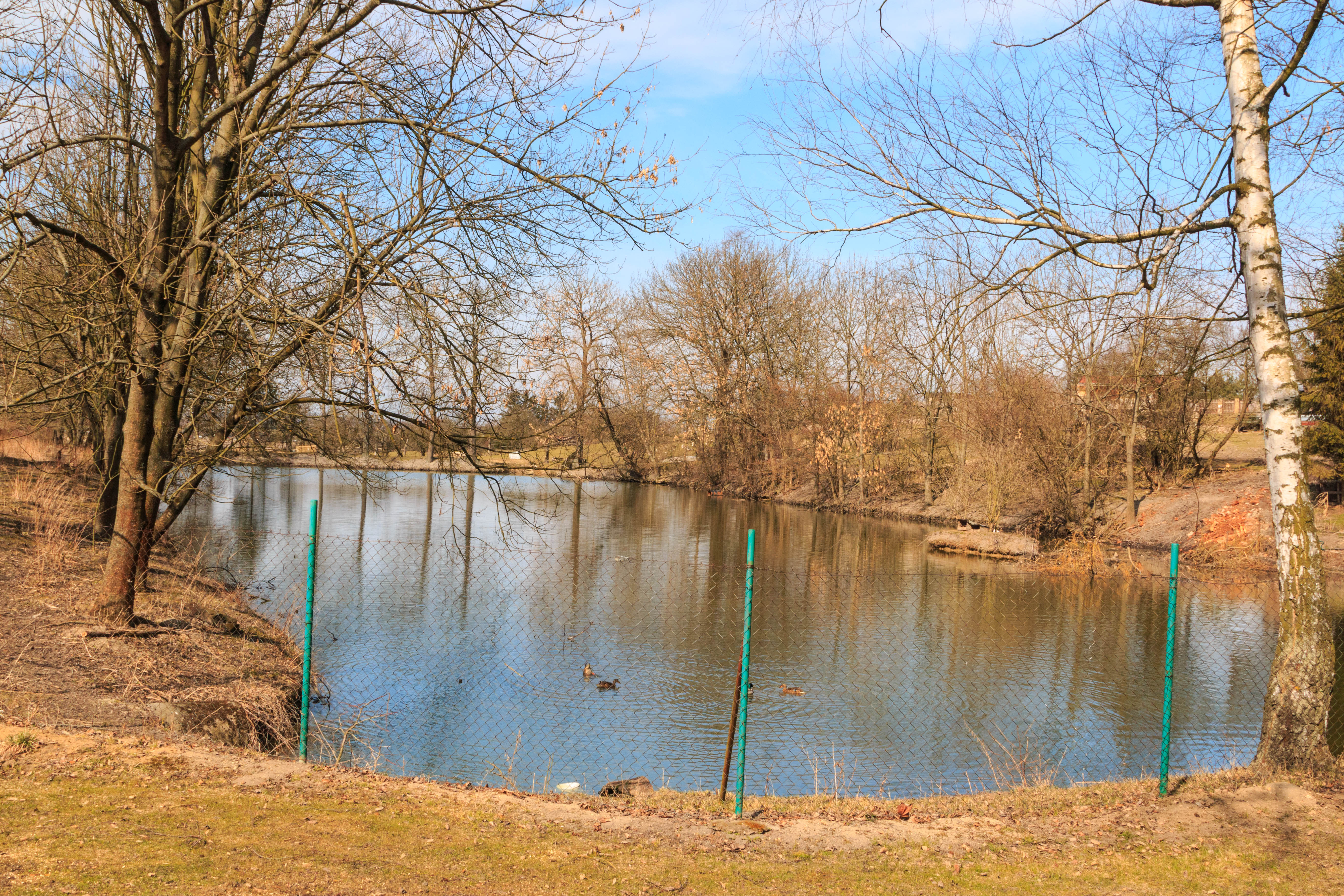
rybník Homolák v Klamoši
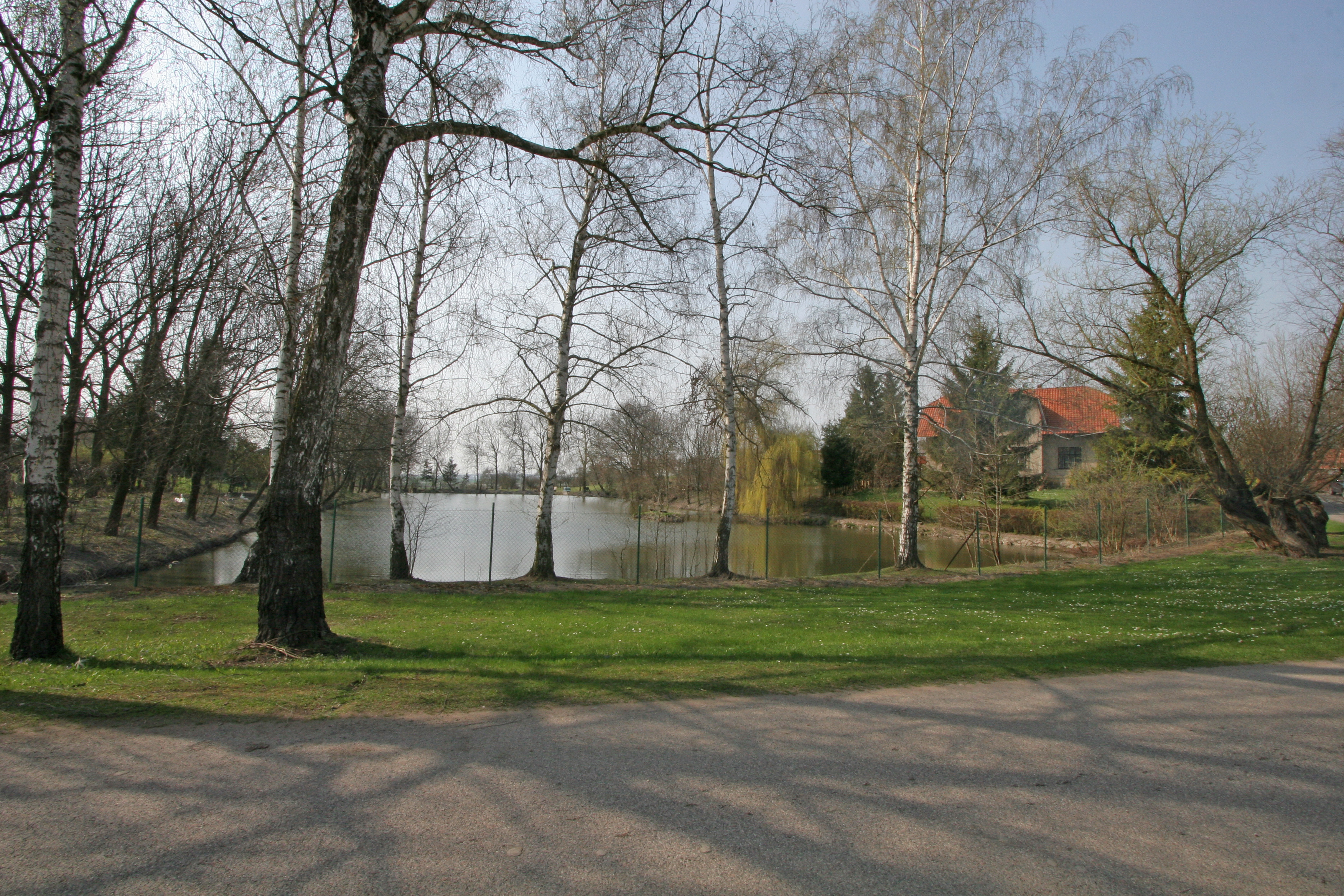
rybník Homolák v Klamoši